# Alice Sharpe
Alice Sharpe (3 mei 1994) is een in Duitsland geboren Ierse wielrenster. Ze is actief op de baan en op de weg.

## Carrière
Sharpe werd geboren in Duitsland, groeide op in het Verenigd Koninkrijk en komt vanaf 2018 uit voor Ierland. Ze werd 25e in de wegrit op de Europese Spelen 2019 in Minsk. Op de Europese kampioenschappen baanwielrennen 2019 maakte Sharpe deel uit van de ploegenachtervolging namens Ierland. In 2019 werd ze Iers kampioene op de weg. In 2020 reed ze voor de Belgische wielerploeg Ciclotel. Via de Ierse wielerploeg Team Rupelcleaning (later IBCT geheten) ging ze in 2023 rijden bij Israel Premier Tech Roland. In 2021 won ze een bronzen medaille op het onderdeel ploegenachtervolging op het Europees kampioenschap baanwielrennen. Ze nam in 2024 deel aan de Olympische Zomerspelen die dat jaar plaatsvonden in Parijs. Samen met Lara Gillespie reed ze de koppelkoers, ze eindigden op een elfde plaats. Ook nam Sharpe deel aan de ploegenachtervolging, waar ze samen met Gillespie, Mia Griffin en Kelly Murphy als negende eindigde.

## Palmares

### Op de baan
| Jaar | IK | EK                                                  | WK                                                     | Overige                                                    |
| ---- | -- | --------------------------------------------------- | ------------------------------------------------------ | ---------------------------------------------------------- |
| 2018 |    | 10e ploegenachtervolging                            |                                                        |                                                            |
| 2019 |    | 9e ploegenachtervolging                             | 10e ploegenachtervolging                               |                                                            |
| 2020 |    |                                                     | 8e ploegenachtervolging 21e puntenkoers                |                                                            |
| 2021 |    | ploegenachtervolging · 13e koppelkoers              | 5e ploegenachtervolging                                | NC Sint Petersburg: · ploegenachtervolging                 |
| 2022 |    | 6e ploegenachtervolging 11e afvalkoers              | 9e ploegenachtervolging 11e afvalkoers 13e koppelkoers | Gemenebestspelen: 5e scratch 9e achtervolging              |
| 2023 |    | 5e ploegenachtervolging 12e koppelkoers 12e scratch | 9e ploegenachtervolging 12e scratch                    |                                                            |
| 2024 |    | 4e ploegenachtervolging 6e koppelkoers              |                                                        | Olympische Spelen: 9e ploegenachtervolging 11e koppelkoers |

### Op de weg

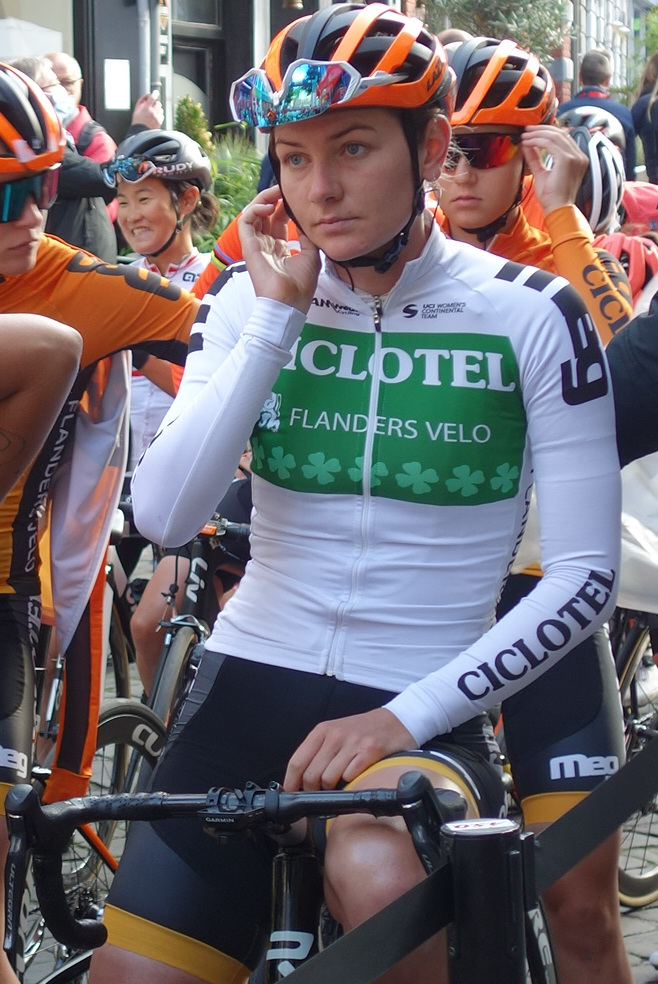
Alice Sharpe in de Waalse Pijl 2020.

2019
 Iers kampioene op de weg, elite
2022
 Iers kampioene op de weg, elite

#### Resultaten in voornaamste wedstrijden
|      | \| Jaar \| Gent-Wevelgem \| Ronde van Vlaanderen \| \| WK op de weg \| \| ---- \| ------------- \| -------------------- \| \| ------------ \| \| 2018 \| \| \| \| opgave \| \| 2019 \| \| \| \| opgave \| \| 2020 \| 80e \| opgave \| \| \| \| 2021 \| 67e \| \| \| \| \| 2022 \| \| \| \| \| \| 2023 \| \| \| \| opgave \| |                      |  |              |
| Jaar | Gent-Wevelgem | Ronde van Vlaanderen |  | WK op de weg |
| 2018 | |                      |  | opgave       |
| 2019 | |                      |  | opgave       |
| 2020 | 80e | opgave               |  |              |
| 2021 | 67e |                      |  |              |
| 2022 | |                      |  |              |
| 2023 | |                      |  | opgave       |

## Ploegen
- 2019 - WCC Team
- 2020 -  Ciclotel
- 2021 -  Team Rupelcleaning
- 2022 -  IBCT
- 2023 -  Israel Premier Tech Roland Development (tot 31-05)
- 2023 -  Israel Premier Tech Roland (vanaf 1/6)
- 2024 -  DAS-Hutchinson-Brother-UK
- 2025 -  DAS-Hutchinson-Brother-UK

Baur · Buch  · Coles-Lyster (vanaf 4/5) · Collinelli · Delbaere · Dronova-Balabolina · Eklund · Griffin · Hartmann (vanaf 1/6) · Kiesenhofer (vanaf 31/1) · 
Magri · Nguyễn · Pirrone · Sharpe (vanaf 1/6) · Stannard (vanaf15/4) · Steels · Vieceli